# Gli amori futuristi
Gli amori futuristi - programmi di vita con varianti a scelta è la prima vera e propria raccolta di racconti di Filippo Tommaso Marinetti, pubblicata nel 1922 dalla Casa editrice Ghelfi di Cremona. Il materiale sarà integralmente riprodotto, con variazioni, nella raccolta di Marinetti Novelle colle labbra tinte (1930).
I racconti sono preceduti da una prefazione di mano dell'autore, dove viene definito il genere letterario del "programma di vita con varianti a scelta". Si tratta di un tipo di racconto quasi sempre narrato alla seconda persona (singolare o plurale) e al tempo passato o futuro: le vicende vengono cioè narrate come se l'interlocutore stesso le debba vivere in un futuro prossimo. Ad esempio, il racconto L'uva matura (pag. 59) esordisce in questo modo:
Un'altra caratteristica peculiare dei "programmi di vita" è la presenza di "varianti a scelta", vale a dire conclusioni alternative.

## Edizioni
- Filippo Tommaso Marinetti, Gli amori futuristi, Casa editrice Ghelfi, 1922,  p. 240.